# Aggressività

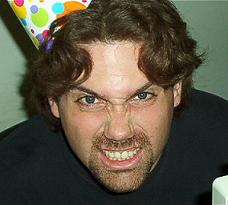
Mimica facciale dell'aggressività

L'aggressività è una forma di interazione sociale e un comportamento di attacco ostile, intesa come un istinto riconosciuto da azioni in cui la violenza è dominante, condotta con l'intenzione di infliggere un danno o altre spiacevoli conseguenze a un altro individuo. Può verificarsi in modo reattivo o senza provocazione. L'aggressività è un fenomeno complesso, che rientra nelle problematiche legate al manifestarsi della violenza negli esseri umani o negli altri esseri viventi. Le dinamiche psichiche e biologiche che conducono ai conflitti violenti tra le persone, il loro legame con gli istinti primari sono questioni che da due secoli psicologi e altri studiosi analizzano e che solo recentemente si stanno chiarendo.
Nelle definizioni comunemente usate nelle scienze sociali e comportamentali, l'aggressività è un'azione o una risposta di un individuo che porta qualcosa di spiacevole a un'altra persona. Alcune definizioni includono che l'individuo intende danneggiare un'altra persona.
In una prospettiva interdisciplinare, l'aggressività è vista come un insieme di meccanismi formatisi nel corso dell'evoluzione per affermare se stessi, parenti o amici contro gli altri, per guadagnare o difendere risorse (cause ultime) con mezzi dannosi. Questi meccanismi sono spesso motivati da emozioni come paura, frustrazione, rabbia, sentimenti di stress, dominio o piacere (cause prossime). A volte il comportamento aggressivo funge da sollievo dallo stress o da una sensazione soggettiva di potere. Il comportamento predatorio o difensivo tra membri di specie diverse non può essere considerato aggressione nello stesso senso.

## Etologia

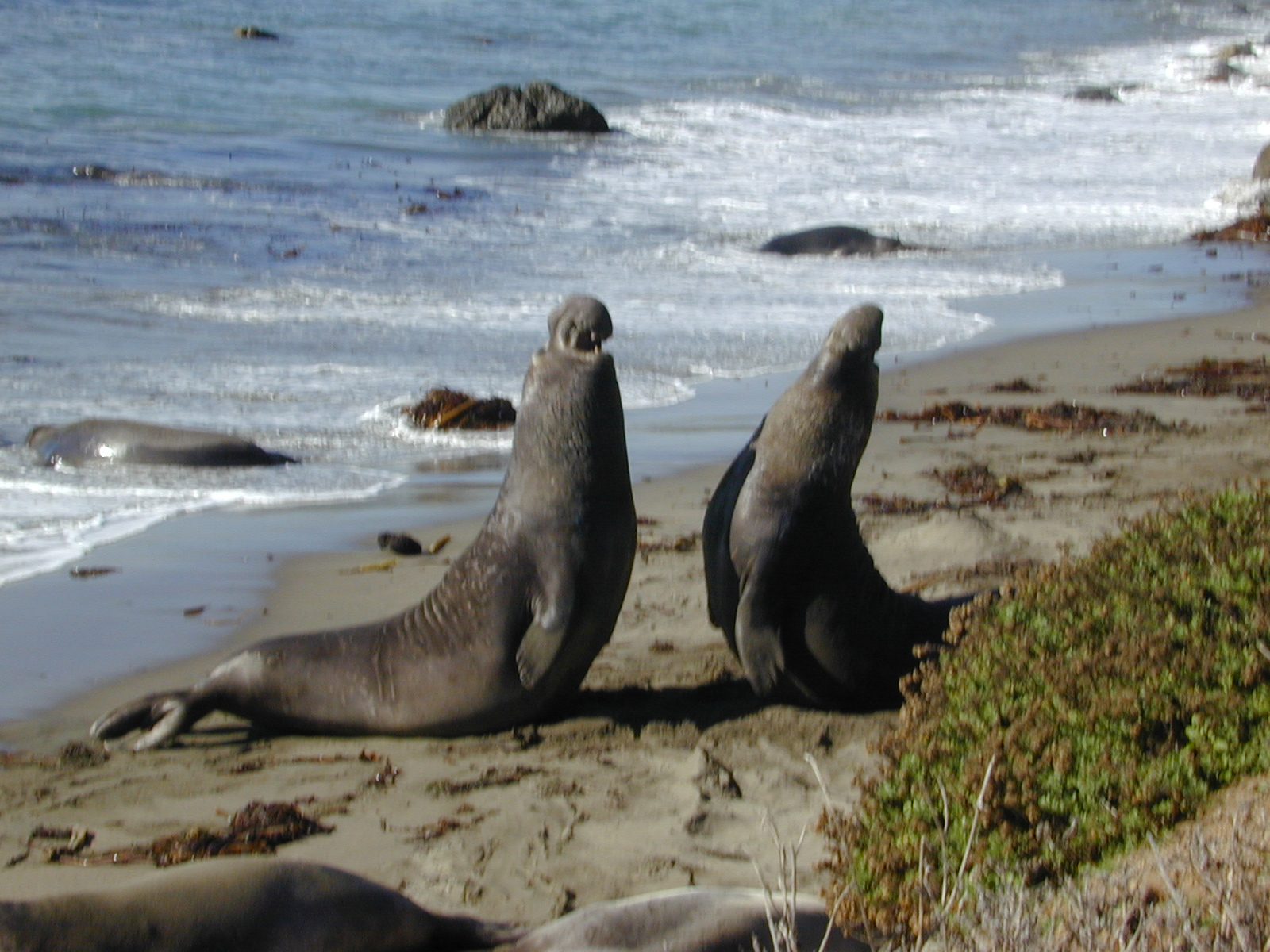
Maschi di elefanti marini in combattimento

Nell'etologia, col termine aggressività s'intende l'impulso istintuale ad aggredire animali di altre specie o della propria, al fine di attentare alla loro esistenza, per cibarsene nel caso di specie predatorie carnivore, o comunque di provocare loro lesioni o danni diffusi.
In altri termini, l'aggressività è letta dagli etologi come funzionale alla soddisfazione degli obiettivi primari: mangiare e copulare. Si ha aggressività intra- o interspecifica per difendere un territorio, per accedere all'accoppiamento, per proteggere i propri piccoli, per organizzare la scala sociale gerarchica all'interno di un gruppo nelle specie sociali. Konrad Lorenz ha studiato l'aggressività all'interno del comportamento animale, pubblicandone un primo saggio nel 1966 con il titolo Il cosiddetto male.
Il tipo più evidente di aggressività interspecifica è quello osservato nell'interazione tra un predatore e la sua preda. Tuttavia, secondo molti ricercatori, bisogna distinguere tra predazione e aggressività. Un gatto non sibila o inarca la schiena quando insegue un topo, e le aree attive nel suo ipotalamo assomigliano a quelle che riflettono la fame piuttosto che quelle che riflettono l'aggressività. Tuttavia, altri si riferiscono a questo comportamento come un'aggressione predatoria.

## Fisiologia
Molti ricercatori si concentrano sul cervello per spiegare l'aggressività. Numerosi circuiti all'interno di strutture neocorticali e sottocorticali giocano un ruolo centrale nel controllo del comportamento aggressivo, a seconda della specie, e il ruolo esatto dei percorsi può variare a seconda del tipo di innesco o intenzione..
Nei mammiferi, l'ipotalamo e la sostanza grigia periacqueduttale del mesencefalo sono aree critiche, come dimostrato da studi su gatti, ratti e scimmie. Queste aree cerebrali controllano l'espressione di entrambe le componenti comportamentali e autonome dell'aggressività in queste specie, inclusa la vocalizzazione. La stimolazione elettrica dell'ipotalamo causa un comportamento aggressivo e l'ipotalamo ha recettori che aiutano a determinare i livelli di aggressività in base alle loro interazioni con serotonina e vasopressina. Nei roditori, l'attivazione dei neuroni che esprimono il recettore degli estrogeni nella porzione ventrale dell'ipotalamo ventromediale (VMHvl) è risultata essere sufficiente per iniziare l'aggressione sia nei maschi che nelle femmine. Le aree del mesencefalo coinvolte nell'aggressione hanno connessioni dirette sia con i nuclei del tronco cerebrale che controllano queste funzioni, sia con strutture come l'amigdala e la corteccia prefrontale.
La stimolazione dell'amigdala determina un comportamento aggressivo aumentato nei criceti, mentre le lesioni di un'area evolutivamente omologa nella lucertola riducono notevolmente la spinta e l'aggressività della competizione. Nelle scimmie Rhesus, le lesioni neonatali nell'amigdala o nell'ippocampo si traducono in una ridotta espressione di dominio sociale, correlata alla regolazione dell'aggressività e della paura. Diversi esperimenti su criceti dorati siriani innescati agli attacchi, ad esempio, supportano l'affermazione che la circuità all'interno dell'amigdala sia coinvolta nel controllo dell'aggressività. Il ruolo dell'amigdala è meno chiaro nei primati e sembra dipendere più dal contesto situazionale, con lesioni che portano ad aumenti nelle risposte di affiliazione sociale o aggressive.
L'ampia area della corteccia conosciuta come la corteccia prefrontale (PFC) è cruciale per l'autocontrollo e l'inibizione degli impulsi, inclusa l'inibizione dell'aggressività e delle emozioni. L'attività ridotta della corteccia prefrontale, in particolare le sue porzioni mediali e orbitofrontali, è stata associata ad aggressione violenta/antisociale. Inoltre, è stata riscontrata una ridotta inibizione della risposta nei criminali violenti, rispetto ai criminali non violenti.
È stato anche esaminato il ruolo delle sostanze chimiche nel cervello, in particolare i neurotrasmettitori, nell'aggressione. Questo varia a seconda del percorso, del contesto e di altri fattori come il genere. Un deficit di serotonina è stato teorizzato avere un ruolo primario nel causare impulsività e aggressività. Almeno uno studio epigenetico supporta questa supposizione. Tuttavia, bassi livelli di trasmissione di serotonina possono spiegare una vulnerabilità all'impulsività e a potenziali aggressioni, e possono avere un effetto attraverso le interazioni con altri sistemi neurochimici. Questi includono i sistemi dopaminici che sono generalmente associati all'attenzione e alla motivazione verso i premi e operano a vari livelli. La norepinefrina, nota anche come noradrenalina, può influenzare le risposte di aggressione sia direttamente che indirettamente attraverso il sistema ormonale, il sistema nervoso simpatico o il sistema nervoso centrale (incluso il cervello). Allo stesso modo, il GABA, sebbene associato a funzioni inibitorie a molte sinapsi del sistema nervoso centrale, a volte mostra una correlazione positiva con l'aggressività, anche quando è potenziata dall'alcol.
I neuropeptidi ormonali vasopressina e ossitocina svolgono un ruolo chiave nei comportamenti sociali complessi in molti mammiferi come la regolazione dell'attaccamento, del riconoscimento sociale e dell'aggressività. La vasopressina è stata implicata nei comportamenti sociali maschili tipici, che includono l'aggressività. L'ossitocina può avere un ruolo particolare nella regolazione dei legami femminili con la prole e compagni, compreso l'uso di aggressività protettiva. Gli studi iniziali sugli esseri umani suggeriscono alcuni effetti simili.
Nel comportamento umano, l'aggressività è stata associata ad anomalie in tre principali sistemi di regolazione nei sistemi di serotonina, nei sistemi di catecolamina e nell'asse ipotalamo-ipofisi-surrene. È anche noto che le anormalità in questi sistemi sono indotte dallo stress, sia grave, stress acuto, sia stress cronico di basso livello.

## Scienze sociali

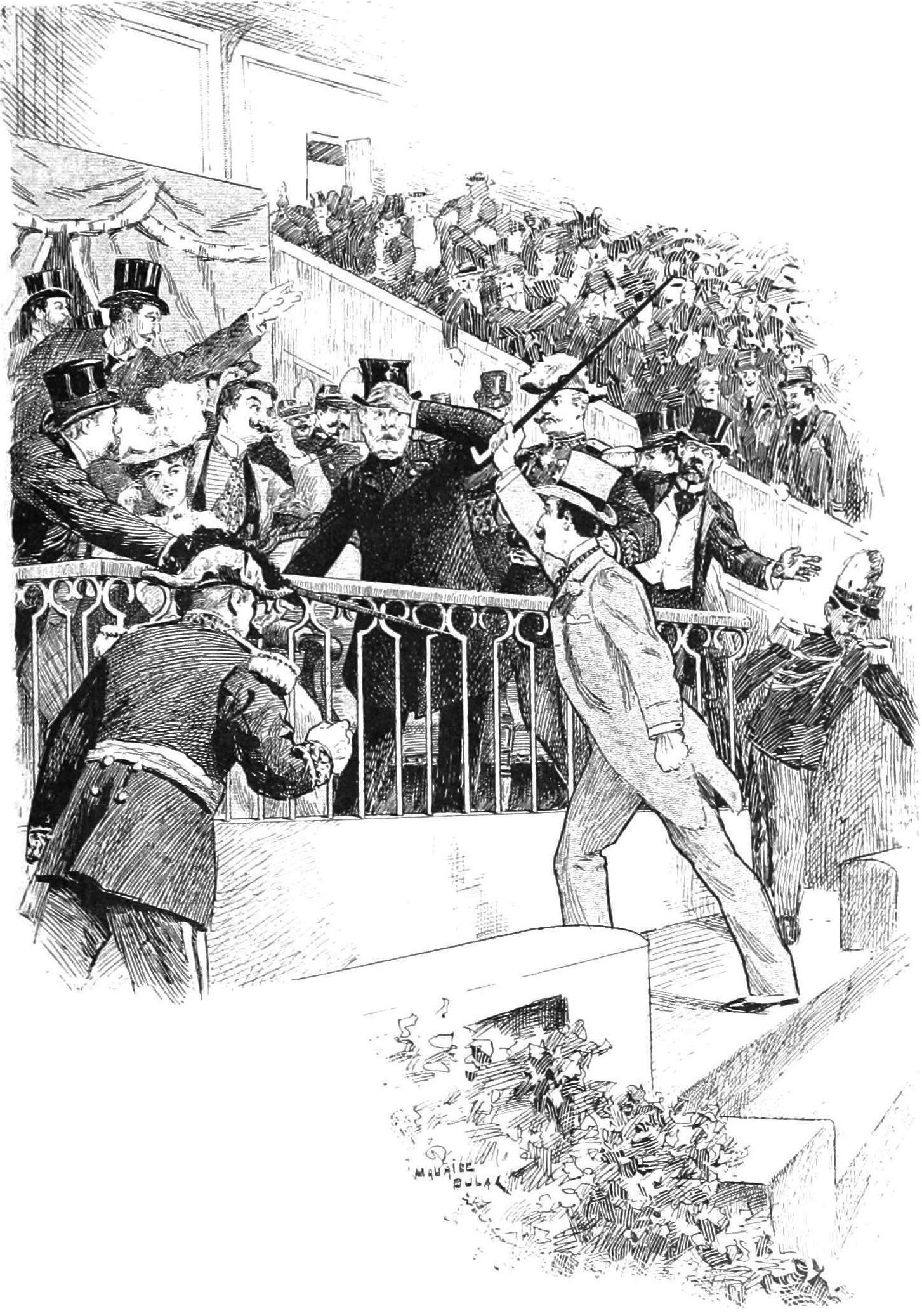
Aggressione contro il politico francese Émile Loubet, Le Monde moderne, 1899

In psicologia ed in altre scienze sociali e comportamentali, con il termine aggressività ci si riferisce all'inclinazione a manifestare comportamenti che hanno lo scopo di causare danno o dolore ad altri da sé. L'aggressione in ambito umano può attuarsi sia sul piano fisico che verbale, ed una certa azione viene considerata aggressiva anche se non riesce nelle sue intenzioni di danneggiamento. Al contrario, un comportamento che causa solo accidentalmente un danno non è da considerarsi aggressione.
L'aggressività è stato un argomento sempre trattato dalle scienze sociali (psicologia, sociologia, antropologia) ed infatti esistono varie teorie.
Per alcuni studiosi l'aggressività dipende da fattori innati, cioè sostengono che si nasce con l'istinto di aggredire, per gli ambientalisti, invece, l'aggressività è un fattore acquisito.
Alcune scuole ambientaliste sono:
- la scuola che si basa sulla teoria della frustrazione;
- la scuola dell'apprendimento sociale;

### Teoria della frustrazione
La frustrazione è una condizione psicologica di sofferenza che nasce dalla impossibilità di soddisfare un'esigenza fondamentale di natura psicologica o fisica a causa di un ostacolo esterno. Grazie ad alcuni esperimenti di Leonard Berkowitz si dimostra che non solo la frustrazione può rendere aggressivi ma anche la presenza di indizi aggressivi. L'esperimento di Berkowitz, infatti, mette in evidenza che la causa dei comportamenti aggressivi, oltre alla frustrazione, è anche il modo in cui viene interpretata una situazione; se sono presenti armi, ad esempio, si è portati a credere che la situazione è pericolosa, pertanto frustrati o no si reagisce in modo aggressivo.

### Scuola dell'apprendimento sociale
Questa scuola di pensiero si basa sulla teoria per cui si diventa aggressivi quando si hanno dei modelli aggressivi nell'ambito familiare o a scuola o tra gli amici; è quindi un fattore acquisito.
La psicologia sociale afferma che in un gruppo di amici esiste la mentalità di gruppo, ovvero tutti compiono delle azioni perdendo la propria obbiettività, quindi se nel gruppo si aggredisce e se gli altri aggrediscono, noi componenti di quel gruppo siamo portati a fare altrettanto.

## Sociologia
Per la sociologia l'aggressività è un fattore ambientale, conseguenza di contesti sociali negativi che spesso portano a comportamenti collettivi che si hanno quando migliaia di persone agiscono allo stesso modo, facendo la stessa cosa (ad esempio negli stadi).
Nell'uomo gli schemi istintivi di comportamento, così come gli altri istinti innati, hanno perduto gran parte del loro significato. Quando è iniziata l'evoluzione umana, l'uomo ha cominciato ad essere governato dall'esperienza, dai gruppi di appartenenza e dalla cultura di riferimento.I comportamenti fondamentali, che negli animali vengono trasmessi in maniera naturale, nell'uomo sono invece trasmessi attraverso le diverse fasi di apprendimento. Per la sociologia l'aggressività deve essere vista in rapporto al tipo di esperienza, di ambiente e di sollecitazioni che il singolo individuo ha incontrato nella vita. Se per esempio un soggetto che vive in un ambiente (familiare, di gruppo)  in cui l'aggressività non è sollecitata, sicuramente gli istinti aggressivi avranno difficoltà a prodursi; contrariamente a quanto avviene in un ambiente dove per diverse ragioni si favorisce la violenza. All'interno di una determinata cultura, il modificarsi delle condizioni sociali induce spesso a cambiamenti nel comportamento aggressivo che può essere modificato o limitato da strumenti di controllo sociale, una sorta di equivalenza dei meccanismi naturali di autoregolazione dell'aggressività. L'aggressività è diventata un valore culturale in cui è l'individuo con le proprie scelte a determinare il proprio cammino.
È necessario distinguere tra aggressione, intesa come comportamento lesivo di persone e, aggressività, che si riferisce invece ad un atteggiamento psichico che a volte può trovare diversi modi di esprimersi per essere socialmente tollerata (sport violenti).

## Antropologia

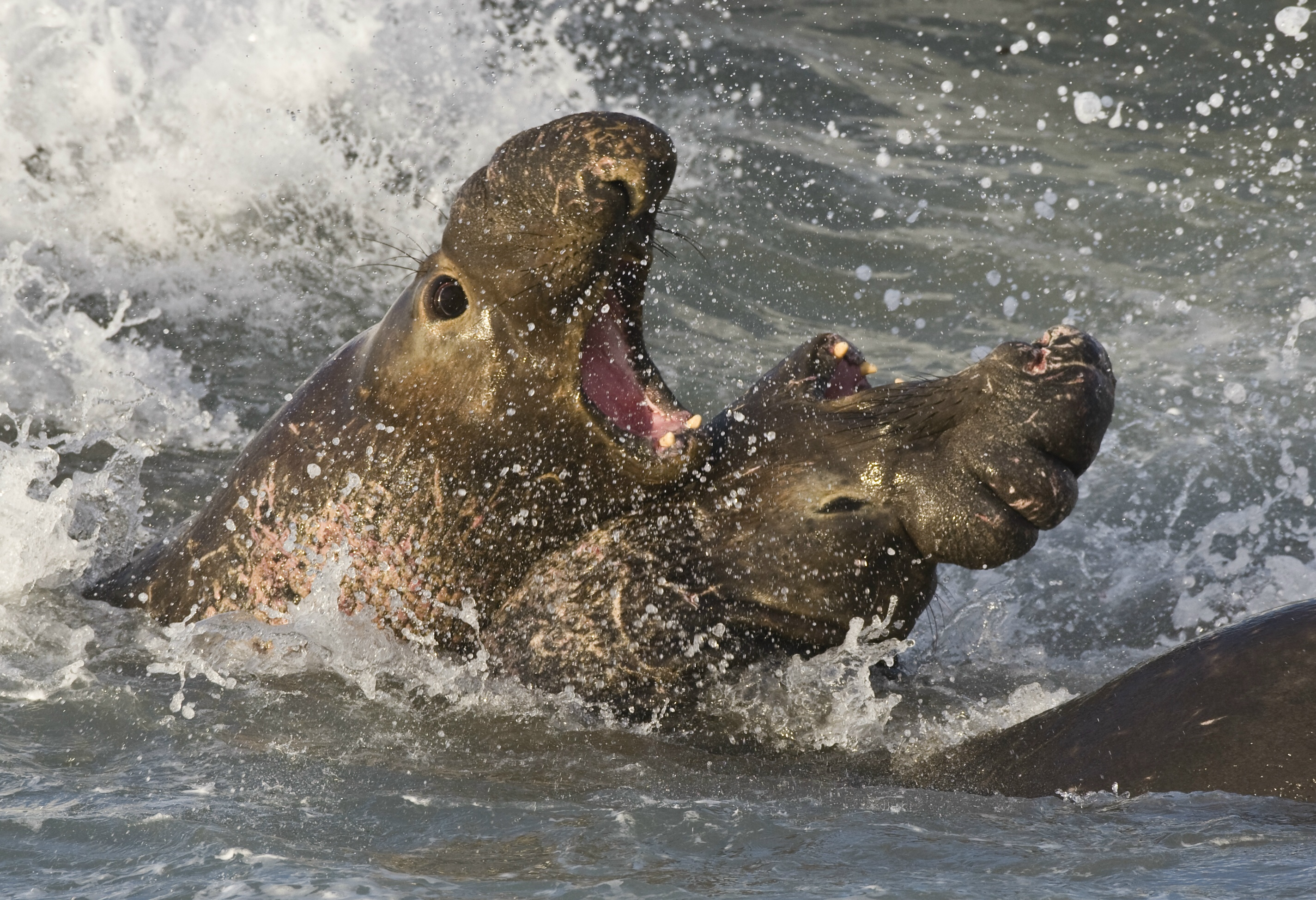
Due elefanti marini nordici maschi che combattono per il controllo di un territorio

Gli antropologi partono dal presupposto che l'aggressività è una predisposizione del genere umano che si manifesta nei diversi popoli in modo diverso. Il popolo eschimese, ad esempio, ha una forma di aggressività passiva, ovvero il quiquq, che si ha quando una persona viene ignorata o presa in giro e quindi isolata dal gruppo pensando che quella persona provochi del male a tutti. Per l'antropologia, quindi, l'aggressività è innata, è un comportamento che si ha dalla nascita.

### Funzioni e origine dell'aggressività e manifestazioni
Le maniere in cui si esprimono le varie forme di aggressività sono molteplici, in quanto si identificano con i vari momenti della vita umana, nei quali l'individuo si trova in rapporti, temporanei o duraturi, con i suoi simili, a partire dalla primissima infanzia. Come è noto, tensioni che oppongono uno o più individui agli altri si possono sviluppare all'interno della famiglia come nella scuola, nelle competizioni sportive come nelle lotte sindacali, nelle polemiche che vedono schierati in campi avversi i partiti politici come in quelle che talvolta avvampano tra due persone che discutono di sport. Forme di aggressività sono presenti in certi sogni notturni, come nei miti, nelle leggende e nelle favole per bambini, e tutto ciò è una prova ulteriore del ruolo non trascurabile occupato dall'aggressività nella vita umana.
Allo scopo di introdurre un elemento di chiarezza nella discussione sulla natura dell'aggressività, lo psicoanalista Erich Fromm, nel suo saggio Anatomia della distruttività umana, parte da una netta distinzione:
(E. Fromm, 1975, p.20)
Quanto all'origine dell'aggressività e dell'eventuale parentela dell'uomo con gli animali sotto questo riguardo, si possono distinguere grosso modo due gruppi principali di teorie con una gamma di posizioni intermedie. Per il primo l'aggressività è un istinto che l'uomo ha in comune con gli animali; per il secondo, invece, è qualcosa di specificamente umano, tanto più se si considera l'aggressività intraspecifica (cioè all'interno della specie), che presso gli animali, tranne rare eccezioni, non ha carattere distruttivo, mentre fra gli uomini non si ferma neppure dinanzi all'omicidio, alla strage, al genocidio. Secondo i sostenitori di quest'ultima concezione, l'origine dell'aggressività degli uomini è da ricercare nella lunga storia della loro evoluzione come specie.
Al primo gruppo di teorie si sogliono ascrivere anche, sempre in via di generalizzazione e accantonando perciò una serie di distinzioni secondarie, la teoria delle pulsioni di Freud e la concezione esposta da Lorenz nell'opera Il cosiddetto male (ampliata con il titolo L'aggressività, 1963).
Per quanto riguarda la teoria delle pulsioni sviluppata da Freud nel corso degli anni, bisogna ricordare che nel saggio Al di là del principio del piacere egli 
(E. Fromm, 1984, p.54)
Secondo Konrad Lorenz, l'aggressività "è il risultato di un accumulo autonomo di energia" che, anche in assenza di stimoli esterni, finisce per dar luogo a comportamenti aggressivi. Con una notevole differenza, però, rispetto agli animali, presso cui l'aggressione intraspecifica ben raramente giunge ad esiti mortali.
(G. Gelli, 1986, pp.16-17)

## Psicologia

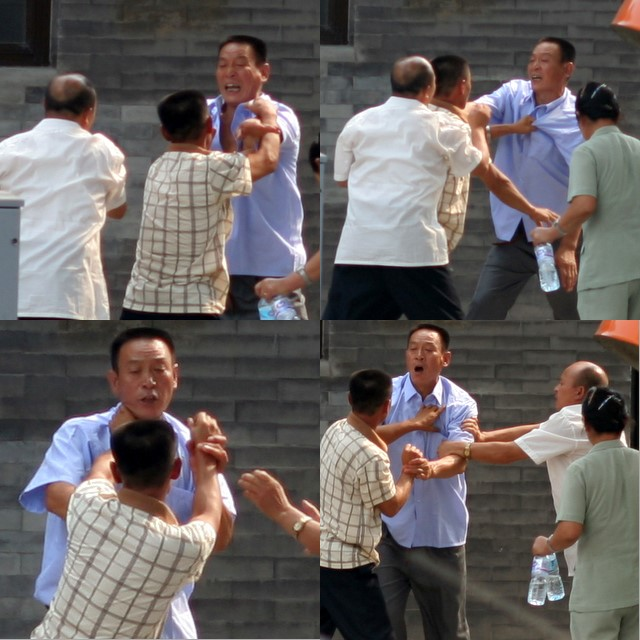
scontro fisico in una strada

### Aggressività fisiologica e patologica
Nell'aggressività fisiologica facilmente si evidenziano la causa o le cause che l'hanno provocata: un gesto, una parola, un comportamento, ostile, provocatorio, ingiusto. Qualcuno ci ha minacciato, ci ha insultato, ci ha fatto del male in modo fisico o morale. Pertanto la nostra reazione serve ad impedire che continui a tormentarci. Al contrario nell'aggressività patologica si mette in moto un tipo di comportamento difensivo, senza che vi sia stato alcun atteggiamento provocatorio o ostile da parte degli altri o un comportamento eccessivo e sproporzionato rispetto all'offesa o alla minaccia.
Nei bambini i casi più frequenti di aggressività fisiologica nascono dalla salvaguardia delle proprie cose o dei propri diritti, come la difesa dei propri giocattoli o la gelosia nei confronti dell'amore di uno o entrambi i genitori o di qualche familiare (nonni, zii).

### Aggressività apparente
Il bambino può avere dei comportamenti che noi giudichiamo aggressivi ma che possono essere soltanto un modo per giocare o scoprire e capire la realtà che lo circonda (aggressività apparente) Questa pseudo aggressività il bambino la manifestano soprattutto con gli oggetti, per vedere come sono fatti dentro o nei confronti degli insetti e dei piccoli animali, per scoprire la modalità del loro movimento o per esplorare le loro reazioni. Soprattutto nei maschietti l'aggressività apparente si manifesta sotto forma di gioco o di competizione quando guerreggiano, lottano e si azzuffano così da provare o dimostrare la loro forza, la loro capacità e virilità.

### Differenze di genere
Entrambi i sessi provano l'istinto aggressivo in quanto questo è un normale componente della psiche umana. La diversità sta nel diverso modo di manifestarlo e gestirlo. Gli uomini manifestano l'aggressività in modo più fisico, eclatante e immediato. Pertanto, per far del male all'altro, utilizzano il proprio corpo, mediante calci, pugni o armi (bastoni, coltelli, pistole e altro). In alternativa l'aggressività maschile viene espressa mediante parole offensive che possono in qualche modo colpire e far del male alla persona dalla quale hanno o pensano di aver ricevuto del danno o delle offese. Le donne, invece, esprimono l'aggressività in modo più sottile e ricercato: se bambine cercano di escludere dal gruppo la persona che intendono colpire, negano a questi la loro compagnia o la loro amicizia, parlano male di questi, attuano comportamenti ricattatori o assumono atteggiamenti da vittima in modo tale da provocare nel “nemico” sensi di colpa.

### Evoluzione nel tempo delle manifestazioni aggressive
L'aggressività è presente fin dalla nascita ma si manifesta in modo diverso a seconda dell'età. Il lattante la può manifestare mordendo il capezzolo della madre, stringendo i pugnetti, rigurgitando o rifiutando il cibo; il bambino di due – quattro anni la può rivelare cercando di distruggere e far del male, sbattendo i giocattoli nel lettino, a terra o su altri bambini o adulti, che cercherà di mordere o ai quali potrà tirare e strappare i capelli. In generale nella prima e nella seconda infanzia prevale nettamente l'aggressività motoria mentre verso la fine della seconda infanzia, all'aggressività motoria si aggiunge quella verbale che tenderà nel tempo a sostituire quella motoria. Soprattutto le femminucce, in alcuni casi, ottengono lo scopo di far del male ignorando, a volte per ore e giorni, la o le persone che vogliono far soffrire. Anche i comportamenti oppositivi e negativisti nei quali il bambino si ostina o rifiuta da fare quanto richiesto dagli altri possono ottenere lo scopo di punire e far soffrire.

Con la maturazione il bambino riesce a manifestare l'aggressività soprattutto nel gioco simbolico: Come dice Spok: 
“Un bambino normale impara a controllarsi a poco a poco, crescendo, attraverso le manifestazioni della propria natura e i buoni rapporti con i genitori. A uno-due anni, quando è arrabbiato con un altro bimbo, è capace di morsicagli un braccio senza un attimo di esitazione. Ma a tre-quattro anni ha già imparato che l'aggressività violenta è una brutta cosa, però gli piace fingere di uccidere sparando ad un ipotetico indiano”. 
Con il progredire dell'età, specialmente nell'età adulta, tranne i casi patologici, tutte le manifestazioni aggressive, sia fisiche sia verbali, tendono a diminuire in quanto l'essere umano, se è sufficientemente sereno ed equilibrato, riesce ad avere un miglior controllo emotivo e razionale e un maggior rispetto nei confronti della sensibilità e del benessere degli altri.

### Cause

#### Sofferenza interiore
In tutte le età, l'aggressività può nascere da una grave sofferenza interiore causata da traumi psichici o prolungate situazioni di stress. In questi casi viene ad alterarsi, a volte per breve tempo, altre volte in modo duraturo, il rapporto con gli altri e il mondo nel suo complesso. Questi sono avvertiti come minacciosi e infidi, incapaci di accoglienza e amore.  I motivi che portano a dei traumi o degli stress eccessivi possono essere i più vari: importanti conflitti familiari o genitoriali, prolungate carenze affettive, stili educativi non consoni allo sviluppo di un bambino ecc. Questi e altri motivi riescono a provocare momentanee o stabili emozioni negative con manifestazioni di insofferenza, rabbia, collera e conflittualità interiore.
Per Bollea infatti:
“L'aggressività può dare comportamenti negativi e più tardi distruttivi solo ed essenzialmente come reazione ad un conflitto esterno o interno, conflitto che, a seconda del periodo evolutivo in cui è sorto, fissa, in parte, anche per i periodi successivi la modalità dell'aggressività propria di quel periodo”. 
Addirittura, in alcuni casi, la sofferenza psicologica e il conflitto interiore che ne consegue, spingono periodicamente queste persone a provocare gli altri, per ricevere da questi delle brusche reazioni, le quali, in qualche modo, possano giustificare i loro comportamenti violenti o aggressivi. Comportamenti che avvertono come necessari per dar sfogo alle intense pulsioni interiori così da ritrovare un pur scarso, precario e momentaneo equilibrio.

#### Maggiore suscettibilità
Caratteristica dei bambini, ma anche degli adolescenti e adulti aggressivi, è quella di essere notevolmente suscettibili a ogni parola, atteggiamento o comportamento altrui non consono ai propri bisogni. Questa notevole suscettibilità tende a provocare facile collera e irritazione con conseguenti esplosioni di manifestazioni aggressive e/o violente.

#### Bisogno di autonomia e indipendenza
Nel bambino e nell'adolescente, il bisogno di affermare la propria volontà, personalità, autonomia e indipendenza può manifestarsi sotto forma di aggressività verso il mondo degli adulti colpevole, a parer loro, di volerli mantenere in una situazione di sudditanza. In questi casi il bambino e l'adolescente non hanno alcun risentimento personale verso delle persone ben precise: insegnanti, genitori e adulti che siano, ma esprimono soltanto il loro bisogno di affrontare situazioni e ambienti sconosciuti e portare a termine nuove conquiste ed esperienze senza essere eccessivamente limitati o peggio bloccati. In questi casi il compito degli adulti non è quello di contrastare ogni iniziativa dei minori ma di illuminare e guidare in modo affettuoso tali iniziative, aiutandoli nelle loro scoperte e nelle esperienze utili e/o necessarie.

#### Ricerca di dialogo, attenzione e affetto
Soprattutto nei bambini e negli adolescenti i comportamenti aggressivi possono nascondere la necessità di comunicare alle persone che hanno cura di loro, la necessità di ottenere più attenzione, dialogo, comunicazione e scambio affettivo. In questi casi, l'aggressività verbale o fisica assume il significato di urlare in modo scomposto le proprie esigenze che, per troppo tempo, sono state trascurate o non sufficientemente considerate e accettate.

#### Emulazione
Non bisogna sottovalutare la presenza di comportamenti aggressivi dettati da un bisogno di emulare individui reali, ma anche uno o più personaggi immaginari presenti nei film, nei cartoni animati, nei fumetti o nei video giochi.
Nonostante l'esempio negativo dato da persone reali come può essere un genitore, un amico, un conoscente il quale assume, davanti al minore, comportamenti prevaricanti e violenti, sia sicuramente più incisivo, non sono affatto da sottovalutare i messaggi che arrivano in maniera frequente dai mass media e dai vari strumenti elettronici. È stato dimostrato come i minori, ma anche gli adulti, soprattutto se questi ultimi sono psicologicamente disturbati o immaturi, sono decisamente influenzati da questi messaggi carichi di violenza.

Per Tribulato: 
“Spesso, senza che i genitori, troppo impegnati o assenti, riescano a fare da filtro, i minori sono in contatto con delle rappresentazioni nei quali l'aggressività e l'arbitrio la fanno da padroni. In molte trasmissioni della tv ormai da molti anni prevalgono modelli di eroi senza paura ma anche senza pietà e senza alcuna disponibilità all'ascolto e alla comprensione dell'altro. L'adulto da imitare è veloce, forte, sicuro di sé, ma molto spesso è anche decisamente violento e privo di ogni sentimento di pietà nei confronti dei “nemici”. Agli spettacoli della tv e dei film si aggiungono i videogiochi, dove distruggere l'altro, con tutte le armi a disposizione, è quasi sempre la regola base del gioco, per cui alla lunga l'aggredire e il distruggere diventano atteggiamenti “normali”, piacevoli e divertenti nella vita dei minori.”
Per Andreoli V.
"Non esiste dubbio alcuno che la violenza rappresentata abbia un effetto immediato di promozione e agisca - in senso generale - sulla voglia di violenza".